# Canthylidia rhodopolia
Canthylidia rhodopolia là một loài bướm đêm trong họ Noctuidae.